# Дибон, Кристофер
Кристофер Дибон (нем. Christopher Dibon; род. 2 ноября 1990[…], Швехат, Вин-Умгебунг) — австрийский футболист, защитник клуба «Рапид» и сборной Австрии.

## Клубная карьера

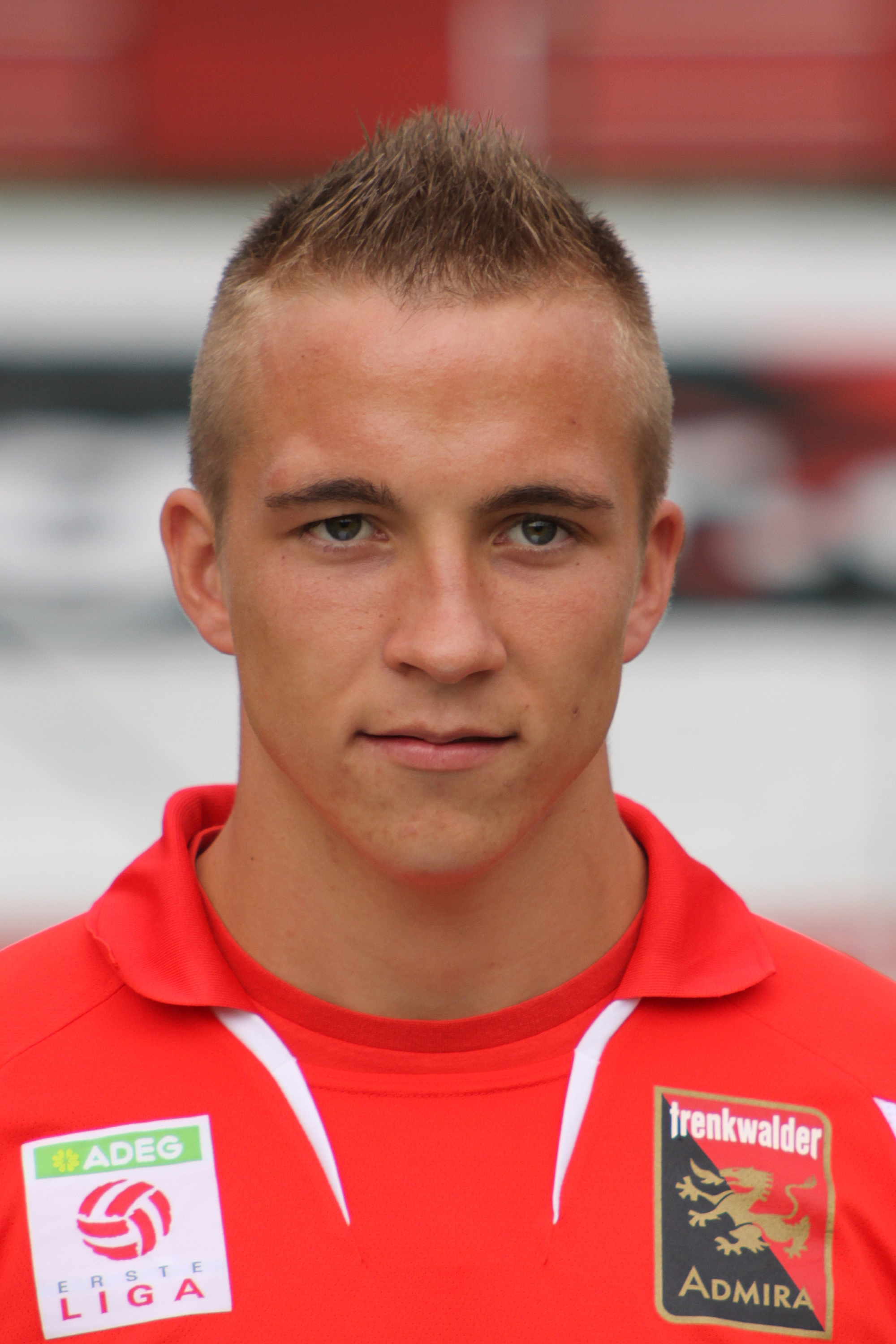
Дибон в составе «Адмиры»

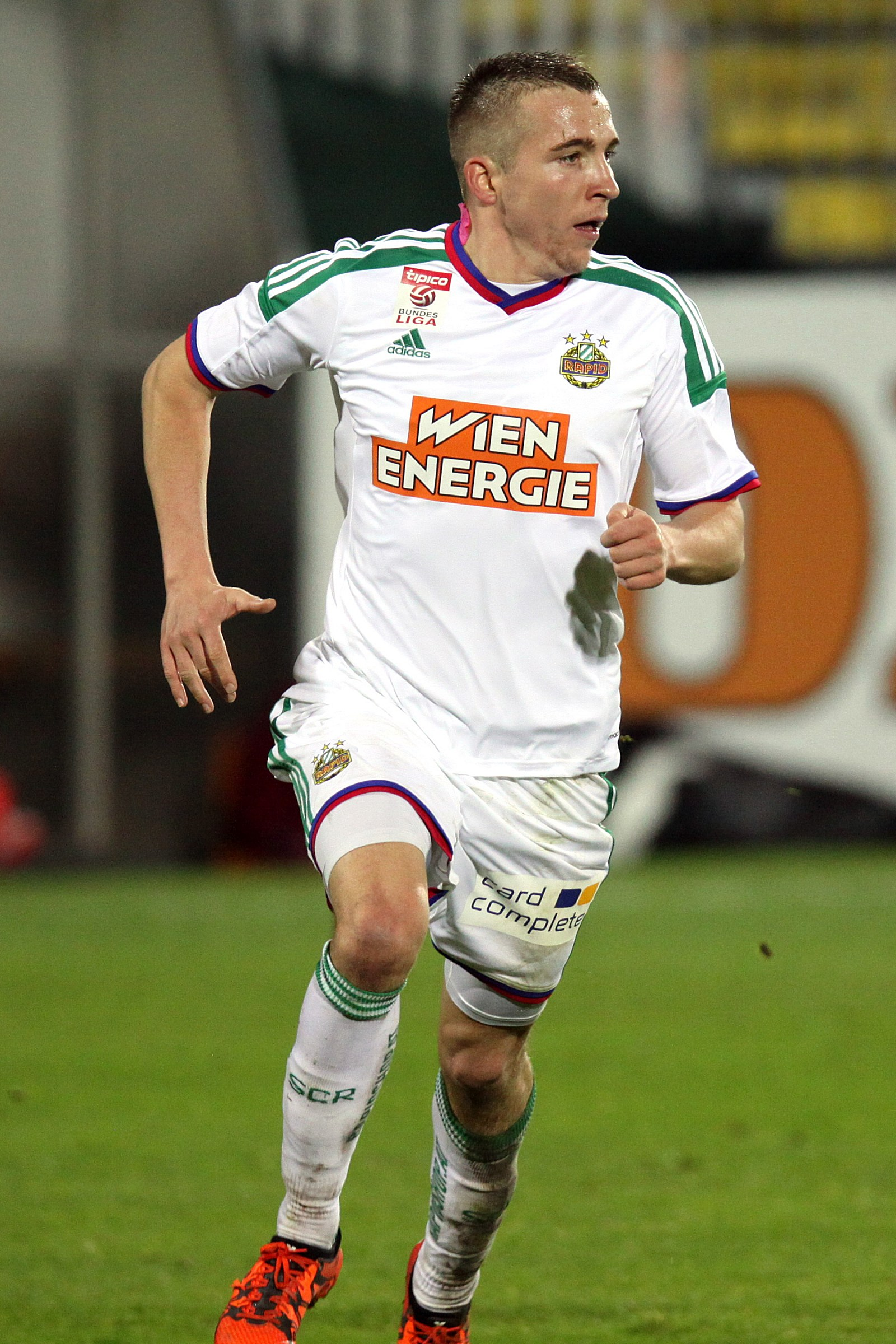
Дибон в составе «Рапида»

Дибон воспитанник футбольной академии клуба «Адмира Ваккер Мёдлинг». В 2007 году он дебютировал за основную команду. В первой половине 2008 года играл за «Швадорф», после чего вернулся в «Адмиру». 25 июля 2009 года в поединке против «Фёрст» он забил свой первый мяч за команду. В 2011 году Кристофер помог клубу выйти в австрийскую Бундеслигу.
Летом 2012 года Кристофер перешёл в «Ред Булл». 25 августа в матче против «Винер-Нойштадт» Дибон дебютировал за новый клуб.
Летом 2013 года Кристофер на правах аренды перешёл в столичный «Рапид». 20 июля в матче против «Вольфсберга» он дебютировал за новую команду. По окончании аренды клуб выкупил трансфер футболиста. 25 октября 2014 года в поединке против «Штурма» Дибон забил свой первый гол за «Рапид».

## Международная карьера
Дибон выступал за молодёжную сборную страны. 7 июня 2011 года в товарищеском матче против сборной Латвии Кристофер дебютировал за сборную Австрии. В этом поединке он забил свой первый гол за национальную команду.

### Голы за сборную Австрии
| #   | Дата        | Место                       | Противник | Результат | Соревнование      |
| --- | ----------- | --------------------------- | --------- | --------- | ----------------- |
| 01. | 7 июня 2011 | Меркур Арена, Грац, Австрия | Латвия    | 3:1       | Товарищеский матч |